# Thure Ahlqvist
Thure Johan Ahlqvist (Borås, 20 aprile 1907 – Borås, 20 marzo 1983) è stato un pugile svedese.

## Palmarès
- Giochi olimpici

Los Angeles 1932: argento nei pesi leggeri.